# Priscatoides tatila
Priscatoides tatila là một loài bọ cánh cứng trong họ Cerambycidae.